# (177245) 2003 WB
2003 دابليو بي (ويعرف أيضًا باسم (177245) 2003 دابليو بي وفق تسمية الكوكب الصغير) (بالإنجليزية: 2003 WB)‏ هو كويكب ضمن حزام الكويكبات؛ وترتيبه 177245 من حيث الاكتشاف.
اكتُشف هذا الجُرم الفلكي بواسطة جيمس ويتني يونغ في 17 نوفمبر 2003.

## وصلات خارجية
- (177245) 2003 WB في قاعدة بيانات مختبر الدفع النفاث لأجرام النظام الشمسي الصغيرة

- الاكتشاف · مخطط المدار ·  العناصر المدارية · المعلمات المادية

- (177245) 2003 WB على موقع ويكي سكاي: DSS2, SDSS, GALEX, IRAS, Hydrogen α, X-Ray, Astrophoto, Sky Map, Articles and images